# The X-Files Collectible Card Game
The X-Files Collectible Card Game est un jeu de cartes à collectionner adapté de la série télévisée X-Files : Aux frontières du réel. Il se joue généralement à deux joueurs et la durée annoncée d'une partie est d'environ une heure.
La version originale de 354 cartes, en anglais, a été éditée en 1996 par United States Playing Card Company (en). Une extension de 125 cartes, nommée 101361, et une deuxième édition de 354 cartes, The Truth Is Out There, sont ensuite sortis. Une deuxième extension, 22364, était apparemment finie et prête à sortir lorsque la production du jeu a été annulée en 1997.